# William von Hippel
William Hans von Hippel (* 14. August 1963 in Iowa City) ist ein US-amerikanisch-australischer Sozialpsychologe und Professor an der University of Queensland. 

## Leben und Wirken
William von Hippel ist ein Nachfahre des ostpreußischen Adelsgeschlechts Hippel. Er wuchs in Alaska auf. Er absolvierte 1985 ein Bachelorstudium in Psychologie an der Yale University und promovierte 1990 in Sozialpsychologie an der University of Michigan. Von 1990 bis 2001 war er anschließend als Assistant Professor und Associate Professor an der Ohio State University angestellt. An der University of New South Wales lehrte er von 2001 bis 2006. Seit 2006 ist er Professor für Sozialpsychologie an der University of Queensland. Von Hippel forscht an den Themen Evolutionspsychologie, Soziale Kompetenz und Exekutive Funktionen.
Von Hippel ist verheiratet und lebt mit seiner Frau und den beiden gemeinsamen Kindern in Brisbane. Er ist der Urenkel des deutschen Physikers James Franck.

## Werke
- The Social Leap. The New Evolutionary Science of Who We Are, Where We Come From, and What Makes Us Happy, Harper Wave, New York 2018, ISBN 978-0-0627-4039-7.
  - Die Evolution des Miteinander. Ein Evolutionsforscher erklärt, wie soziale Kooperation den Aufstieg der Menschheit ermöglichte, riva Verlag, München 2019, ISBN 978-3-7423-0862-7.